# Mirrors 2
Mirrors 2 é um filme de terror de 2010 lançado direto em DVD. É a sequência do filme lançado em 2008, Mirrors.

## Sinopse
Max Matheson (Nick Stahl) perde a sua noiva em um acidente de carro e passa a se culpar pelo que aconteceu. Após a tragédia, ele aceita um emprego como vigia noturno de uma loja em que vários funcionários estão morrendo misteriosamente. Matheson passa a correr risco quando tem visões de uma mulher em todos os espelhos da loja e teme que possa ser a próxima vítima.

## Elenco
- Nick Stahl como Max Matheson
- Emmanuelle Vaugier como Elizabeth Reigns
- Christy Romano como Jenna McCarty
- Evan Jones como Henry Schow
- William Katt como Jack Matheson
- Lawrence Turner como Keller Landreaux
- Stephanie Honoré Sanchéz como Eleanor Reigns
- Jon Michael Davis como Ryan Parker
- Lance E. Nichols domo Detetive Huston
- Wayne Pére como Detetive Piccirilli
- Jennifer Sipes como Kayla
- Ann Mckenzie como Doutor Beaumont